# The Blues of Otis Spann
The Blues of Otis Spann è un album di Otis Spann, pubblicato dalla Decca Records nel 1964. Il disco fu registrato il 4 maggio 1964 al Decca Studios di West Hampstead, Londra (Inghilterra).

## Tracce
Lato A
1. Rock Me Mama – 3:55 (Arthur Big Boy Crudup)
2. I Came from Clarksdale – 4:25 (Otis Spann)
3. Keep Your Hand out of My Pocket – 3:25 (Otis Spann)
4. Spann's Boogie – 2:05 (Otis Spann)
5. Sarah Street – 3:14 (Otis Spann)
6. The Blues Don't Like Nobody – 3:33 (Otis Spann)

Lato B
1. Meet Me in the Bottom – 2:58 (Otis Spann)
2. Lost Sheep in the Fold – 4:29 (Otis Spann)
3. I Got a Feeling – 3:32 (Otis Spann)
4. Jangleboogie – 2:56 (Otis Spann)
5. T.99 – 3:05 (Otis Spann)
6. Natural Days – 3:22 (Otis Spann)

LP Cracked Spanner Head (stessa sessione di registrazione del 1964 con sovraincisioni del 1969)
Lato A
1. Crack Your Head – 2:56 (Otis Spann)
2. Iced Nehi – 2:53 (Otis Spann)
3. Wagon Wheel – 3:54 (Arthur Big Boy Crudup)
4. No Sense in Worrying – 3:22 (Otis Spann)
5. Dollar Twenty-Five – 3:37 (Otis Spann)

Lato B
1. Everything's Gonna Be Alright – 2:59 (Otis Spann)
2. Lucky So and So – 3:06 (Otis Spann)
3. Sometimes I Wonder – 4:24 (Otis Spann)
4. Mr. Highway Man – 2:56 (Otis Spann)
5. What Will Become of Me – 4:27 (Otis Spann)

Edizione doppio CD (CD1 The Blues of Otis Spann, CD2 Cracked Spanner Head del 2005, pubblicato dalla BGO Records
CD 1 (The Blues of Otis Spann)
1. Rock Me Mama – 3:55 (Arthur Big Boy Crudup)
2. I Came from Clarksdale – 4:25 (Otis Spann)
3. Keep Your Hand Out of My Pocket – 3:25 (Otis Spann)
4. Spann's Boogie – 2:05 (Otis Spann)
5. Sarah Street – 3:14 (Otis Spann)
6. The Blues Don't Like Nobody – 3:33 (Otis Spann)
7. Meet Me in the Bottom – 2:58 (Otis Spann)
8. Lost Sheep in the Fold – 4:29 (Otis Spann)
9. I Got a Feeling – 3:32 (Otis Spann)
10. Jangleboogie – 2:56 (Otis Spann)
11. T.99 – 3:05 (Otis Spann)
12. Natural Days – 3:22 (Otis Spann)

CD2 (Cracked Spanner Head)
1. Crack Your Head – 2:56 (Otis Spann)
2. Iced Nehi – 2:53 (Otis Spann)
3. Wagon Wheel – 3:54 (Arthur Big Boy Crudup)
4. No Sense in Worrying – 3:22 (Otis Spann)
5. Dollar Twenty Five – 3:37 (Otis Spann)
6. Everything's Gonna Be Alright – 2:59 (Otis Spann)
7. Lucky So and So – 3:06 (Otis Spann)
8. Sometimes I Wonder – 4:24 (Otis Spann)
9. Mr. Highway Man – 2:56 (Otis Spann)
10. What Will Become of Me – 4:27 (Otis Spann)
11. Pretty Girls Everywhere – 2:52 (Church, Williams) – Bonus Track
12. Country Boy – 3:32 (Morganfield) – Bonus Track
13. My Home in the Delta – 4:18 (Autore sconosciuto) – Bonus Track
14. You're Gonna Need My Help – 3:24 (Morganfield) – Bonus Track

## Musicisti
The Blues of Otis Spann
- Otis Spann - voce, pianoforte
- Muddy Waters (accreditato come Brother) - chitarra
- Ransom Knowling - basso
- Little Willie Smith - batteria

Cracked Spanner Head
- Otis Spann - voce, pianoforte
- McKinley Morganfield (Muddy Waters) - chitarra
- Spit James - chitarra
- Steve Gregory - sassofono tenore
- Bud Beadle - sassofono baritono
- Rod M. Lee - tromba
- Ransom Knowling - basso
- Little Willie Smith - batteria